# 什里亞埃韋
51°18′59″N 33°59′4″E / 51.31639°N 33.98444°E
希里亞耶韋（烏克蘭語：Ширяєве）是位於烏克蘭東北部的村莊，由蘇梅州科諾托普區的新斯洛博達市鎮負責管轄。該村距離克尼亞濟夫卡、新貢恰里和舊貢恰里1.5公里，海拔高度201米，2001年人口196。